# Atletismo nos Jogos Olímpicos de Verão de 2012 - Salto com vara feminino
A competição do salto com vara feminino nos Jogos Olímpicos de Verão de 2012 aconteceu nos dias 4 e 6 de agosto no Estádio Olímpico de Londres.
A russa Yelena Isinbaeva, atual recordista mundial da prova, não conseguiu seu terceiro título olímpico consecutivo, ficando com a medalha de bronze. O ouro ficou com a americana Jennifer Suhr, que estabeleceu a marca de 4,75 m, mesma marca da cubana Yarisley Silva que ficou com a medalha de prata nos critérios de desempate.

## Calendário
Horário local (UTC+1).
| Data        | Horário | Fase         |
| ----------- | ------- | ------------ |
| 4 de agosto | 10:20   | Qualificação |
| 6 de agosto | 19:00   | Final        |

## Medalhistas
| Ouro   | USA Jennifer Suhr     |
| Prata  | CUB Yarisley Silva    |
| Bronze | RUS Yelena Isinbayeva |

## Recordes
Antes desta competição, os recordes mundiais e olímpicos da prova eram os seguintes:
| Tipo | Atleta            | Marca  | Local   | Data                 |
| ---- | ----------------- | ------ | ------- | -------------------- |
|      | Yelena Isinbayeva | 5,06 m | Zurique | 28 de agosto de 2009 |
|      | Yelena Isinbayeva | 5,05 m | Pequim  | 18 de agosto de 2008 |

## Qualificação
Classificam-se para a final as atletas com marca acima de 4,60 m (Q) ou as 12 melhores marcas (q).
| Pos. | Grupo | Nome                   | CON                 | 4.10 | 4.25 | 4.40 | 4.50 | 4.55 | Marca | Notas |
| ---- | ----- | ---------------------- | ------------------- | ---- | ---- | ---- | ---- | ---- | ----- | ----- |
| 1    | B     | Yelena Isinbayeva      | RUS Rússia          | –    | –    | –    | o    | o    | 4.55  | q     |
| 1    | A     | Yarisley Silva         | CUB Cuba            | –    | –    | –    | o    | o    | 4.55  | q     |
| 1    | A     | Jennifer Suhr          | USA Estados Unidos  | –    | –    | –    | –    | o    | 4.55  | q     |
| 4    | A     | Lisa Ryzih             | GER Alemanha        | –    | –    | o    | xo   | o    | 4.55  | q     |
| 5    | B     | Anna Rogowska          | POL Polônia         | –    | –    | xo   | xo   | o    | 4.55  | q     |
| 6    | B     | Silke Spiegelburg      | GER Alemanha        | –    | –    | –    | o    | xo   | 4.55  | q     |
| 7    | A     | Holly Bleasdale        | GBR Grã-Bretanha    | –    | –    | xo   | o    | xo   | 4.55  | q     |
| 7    | A     | Vanessa Boslak         | FRA França          | –    | o    | xo   | o    | xo   | 4.55  | q     |
| 7    | A     | Martina Strutz         | GER Alemanha        | –    | o    | o    | xo   | xo   | 4.55  | q     |
| 10   | B     | Becky Holliday         | USA Estados Unidos  | –    | xo   | xxo  | o    | xo   | 4.55  | q     |
| 11   | A     | Alana Boyd             | AUS Austrália       | –    | o    | xxo  | xxo  | xo   | 4.55  | q     |
| 12   | B     | Jiřina Ptáčníková      | CZE República Checa | –    | –    | xo   | xo   | xxo  | 4.55  | q     |
| 13   | B     | Stélla-Iró Ledáki      | GRE Grécia          | xxo  | o    | xo   | o    | xxx  | 4.50  | =     |
| 14   | B     | Fabiana Murer          | BRA Brasil          | –    | –    | –    | xo   | xxx  | 4.50  |       |
| 15   | B     | Lacy Janson            | USA Estados Unidos  | –    | o    | o    | xxx  |      | 4.40  |       |
| 15   | A     | Monika Pyrek           | POL Polônia         | –    | o    | o    | xxx  |      | 4.40  |       |
| 17   | A     | Anastasiya Shvedova    | BLR Bielorrússia    | –    | xo   | o    | –    | xxx  | 4.40  |       |
| 18   | A     | Jillian Schwartz       | ISR Israel          | o    | xxo  | o    | xxx  |      | 4.40  |       |
| 19   | A     | Tomomi Abiko           | JPN Japão           | o    | o    | xxx  |      |      | 4.25  |       |
| 19   | A     | Angelica Bengtsson     | SWE Suécia          | –    | o    | xxx  |      |      | 4.25  |       |
| 19   | B     | Mélanie Blouin         | CAN Canadá          | o    | o    | xxx  |      |      | 4.25  |       |
| 19   | B     | Nikoleta Kyriakopoulou | GRE Grécia          | –    | o    | xxx  |      |      | 4.25  |       |
| 19   | A     | Tina Šutej             | SLO Eslovênia       | o    | o    | xxx  |      |      | 4.25  |       |
| 24   | A     | Ekateríni Stefanídi    | GRE Grécia          | xo   | o    | xxx  |      |      | 4.25  |       |
| 25   | B     | Nicole Büchler         | SUI Suíça           | xxo  | o    | xxx  |      |      | 4.25  |       |
| 26   | B     | Kate Dennison          | GBR Grã-Bretanha    | –    | xo   | xxx  |      |      | 4.25  |       |
| 26   | B     | Nataliya Mazuryk       | UKR Ucrânia         | –    | xo   | xxx  |      |      | 4.25  |       |
| 26   | A     | Minna Nikkanen         | FIN Finlândia       | o    | xo   | xxx  |      |      | 4.25  |       |
| 26   | A     | Anastasia Savchenko    | RUS Rússia          | –    | xo   | xxx  |      |      | 4.25  |       |
| 30   | A     | Li Ling                | CHN China           | –    | xxo  | xxx  |      |      | 4.25  |       |
| 31   | A     | Choi Yun-Hee           | KOR Coreia do Sul   | xo   | xxx  |      |      |      | 4.10  |       |
| 31   | A     | Maria Leonor Tavares   | POR Portugal        | xo   | xxx  |      |      |      | 4.10  |       |
| 33   | B     | Marion Lotout          | FRA França          | xxo  | xxx  |      |      |      | 4.10  |       |
| 33   | A     | Ganna Shelekh          | UKR Ucrânia         | xxo  | –    | xxx  |      |      | 4.10  |       |
| —    | B     | Dailis Caballero       | CUB Cuba            | xxx  |      |      |      |      | NM    |       |
| —    | B     | Svetlana Feofanova     | RUS Rússia          | –    | –    | xx–  | x    |      | NM    |       |
| —    | B     | Caroline Bonde Holm    | DEN Dinamarca       | xxx  |      |      |      |      | NM    |       |
| —    | B     | Liz Parnov             | AUS Austrália       | xxx  |      |      |      |      | NM    |       |
| —    | B     | Tori Pena              | IRL Irlanda         | xxx  |      |      |      |      | NM    |       |

## Final

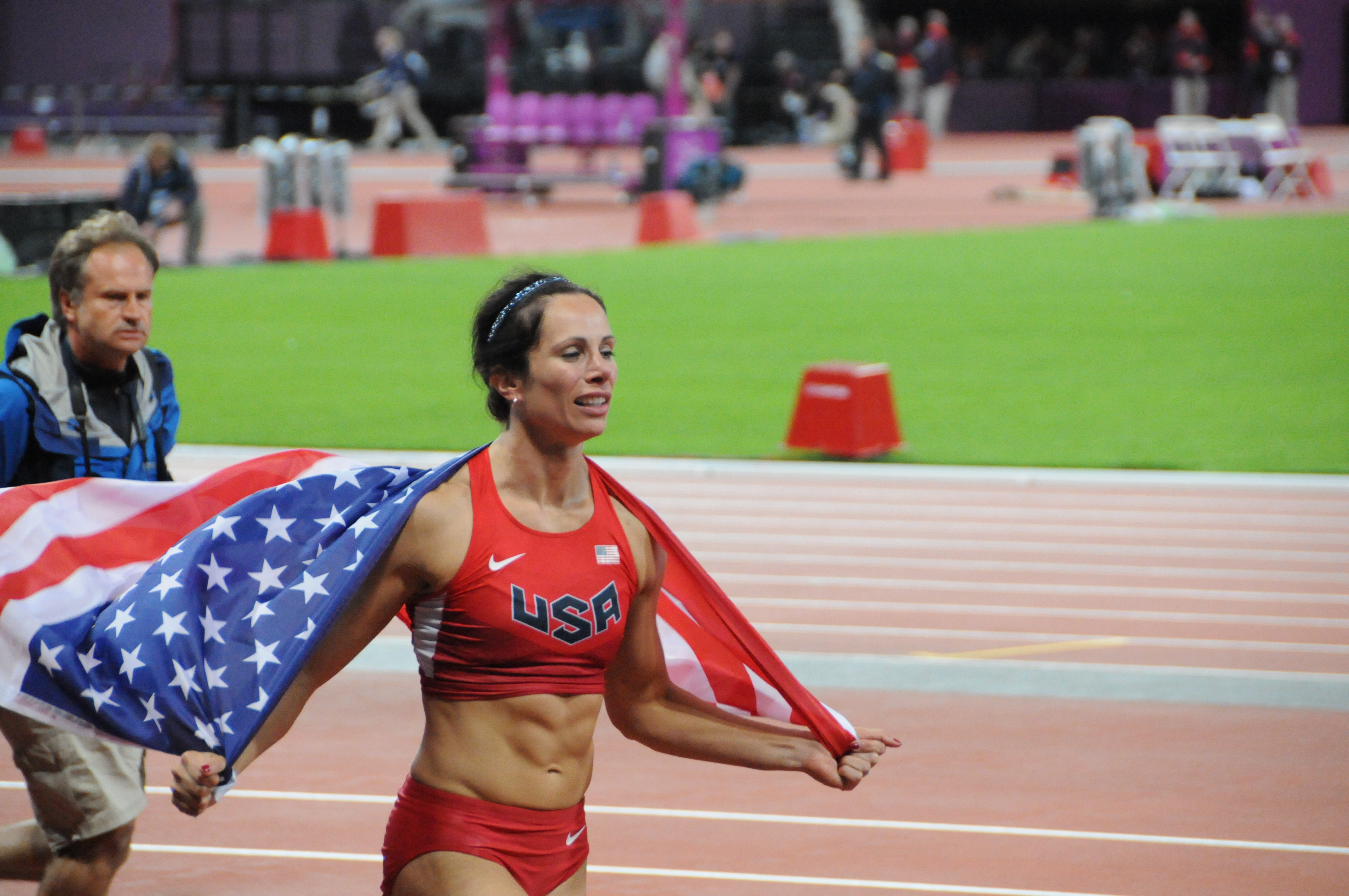
Jennifer Suhr comemora a conquista da medalha de ouro.

| Pos.              | Nome              | CON                 | 4.30 | 4.45 | 4.55 | 4.65 | 4.70 | 4.75 | 4.80 | Marca | Notas |
| ----------------- | ----------------- | ------------------- | ---- | ---- | ---- | ---- | ---- | ---- | ---- | ----- | ----- |
| Medalha de ouro   | Jennifer Suhr     | USA Estados Unidos  | –    | –    | o    | –    | o    | xo   | xxx  | 4.75  |       |
| Medalha de prata  | Yarisley Silva    | CUB Cuba            | –    | xo   | o    | o    | o    | xo   | xxx  | 4.75  | =     |
| Medalha de bronze | Yelena Isinbayeva | RUS Rússia          | –    | –    | x–   | o    | o    | xx–  | x    | 4.70  |       |
| 4                 | Silke Spiegelburg | GER Alemanha        | –    | –    | o    | o    | x–   | xx   |      | 4.65  |       |
| 5                 | Martina Strutz    | GER Alemanha        | –    | xo   | o    | x–   | xx   |      |      | 4.55  |       |
| 6                 | Jiřina Ptáčníková | CZE República Checa | o    | xxo  | xx–  | x    |      |      |      | 4.45  |       |
| 6                 | Lisa Ryzih        | GER Alemanha        | –    | xxo  | xxx  |      |      |      |      | 4.45  |       |
| 6                 | Holly Bleasdale   | GBR Grã-Bretanha    | –    | xxo  | xxx  |      |      |      |      | 4.45  |       |
| 9                 | Becky Holliday    | USA Estados Unidos  | xo   | xxo  | xxx  |      |      |      |      | 4.45  |       |
| 10                | Vanessa Boslak    | FRA França          | xo   | xxx  |      |      |      |      |      | 4.30  |       |
| 11                | Alana Boyd        | AUS Austrália       | xxo  | xxx  |      |      |      |      |      | 4.30  |       |
| —                 | Anna Rogowska     | POL Polônia         | –    | xxx  |      |      |      |      |      | NM    |       |

Legenda
| Recorde mundial      | Recorde mundial (World record)               |                       | Recorde africano                      | Recorde africano (African) |                                           | Q | Classificado por posição (Qualified) |
| Recorde olímpico     | Recorde olímpico (Olympic record)            | Recorde da América    | Recorde da América (Americas)         | q                          | Classificado por melhor tempo (Qualified) |   |                                      |
| Melhor marca do ano  | Melhor marca do ano (World leading)          | Recorde asiático      | Recorde asiático (Asian)              | DNS                        | Não largou (Did not start)                |   |                                      |
| Recorde nacional     | Recorde nacional (National record)           | Recorde europeu       | Recorde europeu (European)            | DNF                        | Não terminou (Did not finish)             |   |                                      |
| Recorde pessoal      | Recorde pessoal do atleta (Personal best)    | Recorde da Oceania    | Recorde da Oceania (Oceania)          | DSQ / DQ                   | Desclassificado (Disqualified)            |   |                                      |
| Recorde da temporada | Recorde da temporada do atleta (Season best) | Recorde sul-americano | Recorde sul-americano (South America) | NM                         | Sem marca (No mark)                       |   |                                      |